# Ezinihitte Mbaise
Ezinihitte Mbaise è una delle ventisette aree a governo locale (local government areas) in cui è suddiviso lo stato di Imo, in Nigeria. Conta una popolazione di 165.593 abitanti.